# Bathythrix quadrata
Bathythrix quadrata là một loài tò vò trong họ Ichneumonidae.